# Länsstyrelsen i Örebro län

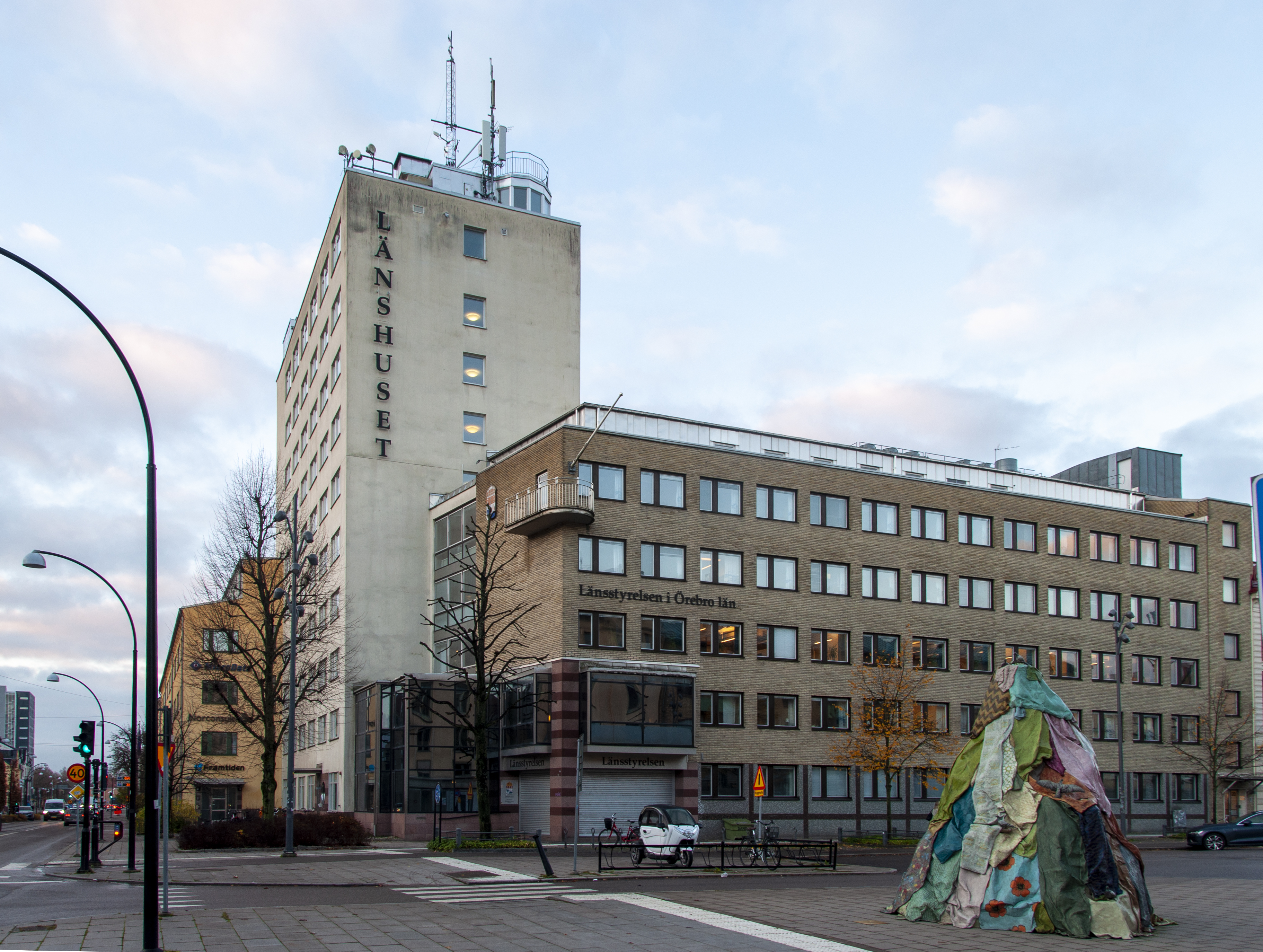
Länshuset

Länsstyrelsen i Örebro län är en svensk statlig myndighet med säte i Örebro. 
Länsstyrelsen ansvarar för den statliga förvaltningen i länet i den utsträckning inte någon annan myndighet har ansvaret för särskilda förvaltningsuppgifter.
Länsstyrelsen i Örebro län har cirka 190 anställda. Länsstyrelsens chef är landshövdingen, som utses av regeringen. Landshövdingen biträds av ett länsråd.